# Trachycephalus typhonius
Trachycephalus typhonius is een kikker uit de familie boomkikkers (Hylidae). De wetenschappelijke naam van de soort werd in 1758 als Rana typhonia gepubliceerd door Carl Linnaeus.
De kikker komt voor in delen van Centraal-Amerika en Zuid-Amerika.

## Taxonomie
De naam Rana typhonia is sinds 1900 (op basis van een synonymie door Lars Andersson) door veel auteurs beschouwd als een synoniem van Rana tigerina Daudin, 1803, = Hoplobatrachus tigerinus (Daudin, 1803), een Aziatische soort. Linnaeus gaf als "habitat" voor de soort echter "America" op, waarbij "Rolander" werd opgegeven als de verzamelaar van het type. Rolander verzamelde in Suriname. In 2010 maakten Lavilla, Langone, Padial & De Sá duidelijk dat de door Solander verzamelde en door Linnaeus beschreven en benoemde soort dezelfde was als Rana venulosa Laurenti, 1768.